# Liste des drapeaux de Suisse Z
Pour les communes suisses commençant par Z. Pour plus d'informations sur les conceptions, s'il vous plaît lire l'article d'une commune.
| Blason | Nom du commune et blasonnement | Drapeau |
| ------ | --- | ------- |
|        | Zollikon (Canton de Zurich) Divisé obliquement par le bleu et l'argent, une étoile dorée en haut, une barre oblique rouge en bas.                              |         |
|        | Zofingue (Canton d'Argovie) Trois fois divisé par le rouge et le blanc.                                                                                        |         |
|        | Zuoz (Canton des Grisons) En noir, une épée en argent (blanc) avec une poignée dorée (jaune), croisée avec un bâton épiscopal doré, suré d'une couronne dorée. |         |
|        | Zurich (Canton de Zurich) Tranché d'argent et d'azur. Cette ville utilise le même drapeau que le canton.                                                       |         |